# Salamatou Gourouza Magagi
Salamatou Gourouza Magagi est une femme politique nigérienne.
En 2010, elle est ministre de l'Urbanisme, de l'Habitat et de l'Aménagement du territoire. En 2021, elle est ministre déléguée auprès du ministre des Finances, chargée du Budget.
De novembre 2021 à juillet 2023, à la suite d'un léger remaniement ministériel, elle est nommée ministre de l'Industrie et de l'Entrepreneuriat des jeunes,.

## Biographie
Après avoir obtenu son baccalauréat, Salamatou Gourouza Magagi intègre l'école d'ingénieur de Gafsa en Tunisie (1989) et obtient un diplôme d'ingénieur des mines (1993). En 1995, elle obtient un certificat en technologie de fabrication de briques en terres stabilisées délivré par l’École nationale supérieure d'architecture de Grenoble, en France. En 1997, elle décroche un master ès sciences appliquées en économie minière (M.Sc.) obtenu à l'École Polytechnique de Montréal, au Canada. Puis en 2003, elle obtient un master en administration des affaires (M.B.A) délivré par HEC Montréal.
En juin 1997 à juillet 2000, elle occupait le poste de chef de projet adjoint et responsable du laboratoire de traitement de minerais à l’Etruscan Resources de Halifax, au Canada. De mars 2001 à février 2002, elle est consultante-coordinatrice de la phase technique d’un projet de développement de la banque mondiale du Groupe Conseil Roche au Canada, en Mauritanie puis au Sénégal. De septembre 2003 à juillet 2004, elle est consultante - chef de mission d’un projet de développement de la Banque mondiale, dans la même entreprise. De juillet 2004 à août 2006, elle occupe le poste de consultante en gestion stratégique d’entreprise à Polylogix, au Canada. D’août 2006 à février 2007, Salamatou Gourouza Magagi est la directrice du développement en Afrique, Daniel Arbour and Associate/IBI Group. De février 2007 à mars 2010, elle occupe le poste de directrice générale à Oromin Joint-Venture Group.
Sa carrière politique débute en 2010, année où elle est nommée ministre de l'Aménagement du territoire, du Développement communautaire, de l'Urbanisme et de l'Habitat du Niger. En novembre 2010, elle occupe le poste de ministre des Mines et de l'Énergie.
À partir du mois d’avril 2011, elle est le conseiller spécial du président en mines, pétrole et énergie. D’avril 2021 à novembre 2021, elle est ministre chargée du Budget. Enfin, à la suite d’un remaniement ministériel, Salamatou Gourouza est nommée ministre de l'Industrie et de l'Entrepreneuriat des jeunes du Niger depuis novembre 2021.